# Dubová (župa Mehedinți)
Dubová (rumunsky Dubova) je obec nacházející se v župě Mehedinți v rumunské části Banátu zhruba 30 km jihozápadně od Oršavy. Samotná vesnice leží na levém břehu Dunaje a do její správy spadají i české vesnice Eibenthal a Ujbányje. Díky těmto vesnicím žije v celé obci přibližně 35,5 % Čechů, což z Dubové činí obec s nejvyšším procentem Čechů v celém Rumunsku. Dohromady má obec přes 700 obyvatel. Starostou obce je český krajan žijící v Eibenthalu.

## Geografie
Samotná vesnice leží u Dunaje v průlomovém údolí Železná vrata a je rozdělena na dvě části. Jižní část s obecním úřadem se nachází dál od řeky, zatímco ta severní leží přímo na jejím břehu, a to v nadmořské výšce přibližně 100 m n. m. Eibenthal a Ujbányje leží ve vyšších nadmořských výškách, přibližně 400-500 m n. m.

## Doprava
Obcí prochází silnice DN57, která spojuje Oršavu s Novou Moldavou, ležící v župě Caraș-Severin, a pokračuje dál na sever do Oravice. Nejbližší vlakové nádraží je v Oršavě, kterou prochází trať z Temešváru až do Bukurešti.